# Ñawpallaqta, Lucanas
Ñawpallaqta ou Ñawpa Llaqta (également orthographié Ñaupallacta, Ñaupallaqta) est un site archéologique au Pérou au sommet d'une montagne. Il se trouve dans la région d'Ayacucho, province de Lucanas, district de San Cristóbal. Il est situé près du site archéologique de Puka Urqu, au sud-est de celui-ci.